# Lauren Lane

## Vida e carreira
Lane nasceu em Oklahoma City, Oklahoma, e foi criada em Arlington, Texas. Ela frequentou a Lamar High School e recebeu um diploma de bacharel em Belas Artes da Universidade do Texas em Arlington. Lane também obteve um mestrado no programa de treinamento avançado do American Conservatory Theatre em San Francisco. Em 2013, ela lecionou brevemente na Carnegie Mellon University. Lane faz parte do corpo docente do Departamento de Teatro e Dança da Texas State University em San Marcos.
Lane foi casada com o empresário David Wilkins e juntos eles têm uma filha, Kate Wilkins.
Lane começou sua carreira de atriz no filme de 1984, Interface. Ela passou a aparecer em produções de televisão e cinema como Positive ID, Nervous Ticks, Hunter e LA Law, antes de ser escalada como CC Babcock em The Nanny em 1993. Lane estrelou The Nanny até o show terminar em 1999. Enquanto ainda se apresentava no The Nanny, ela apareceu no The Daily Show em agosto de 1997.
Lane dublou Ivana Baiul no filme de 2000 Gen¹³. Em dezembro de 2004, ela se juntou ao resto do elenco do especial de uma hora The Nanny for the Lifetime, The Nanny Reunion: A Nosh to Remember.
Desde 2000, Lane atuou em diversas produções no Zachary Scott Theatre, em Austin, Texas. Em 2010, foi convidada do The Fran Drescher Show. 

## Filmografia
| Ano  | Título                                        | Função          | Notas                     |
| ---- | --------------------------------------------- | --------------- | ------------------------- |
| 1984 | Interface                                     | Amy Witherspoon |                           |
| 1987 | ID positivo                                   | Dana            | Creditado como Laura Lane |
| 1992 | Carrapatos Nervosos                           | Loiro           |                           |
| 1993 | Perry Mason : O caso do escândalo superficial | Lauren Kent     |                           |
| 1999 | Gen¹³                                         | Ivana Baiul     | função de voz             |
| 2001 | The Cutting Room                              | Joan Swanson    |                           |
| 2019 | Código de roupa                               | Sylo            | Filme curto               |

| Ano       | Título                                | Função                          | Notas                                       |
| --------- | ------------------------------------- | ------------------------------- | ------------------------------------------- |
| 1989–1991 | Caçador                               | sargento da polícia Chris Novak | papel principal (temporada 7), 11 episódios |
| 1991–1992 | Lei de Los Angeles                    | Julie Rayburn                   | papel recorrente, 5 episódios               |
| 1993      | praia do Sul                          | Brooke Wyatt                    | 1 episódio                                  |
| 1993–1999 | The Nanny                             | Castidade Claire 'CC' Babcock   | papel principal, 144 episódios              |
| 1995      | Lei de Burke                          | Tanya Lovette                   | 1 episódio                                  |
| 1996      | Duckman                               | assistente de direção           | papel de voz; 1 episódio                    |
| 1999      | Parceiros                             | Bárbara                         | Piloto de televisão não vendido             |
| 2004      | The Nanny Reunion: A Nosh to Remember | Ela mesma                       | Especial de televisão                       |
| 2010      | Fran Drescher Show                    | Ela mesma                       | 1 episódio                                  |

## Teatro
| Ano       | Título                                        | Função             | Notas |
| --------- | --------------------------------------------- | ------------------ | ----- |
| 1989      | judeu                                         | TBA                |       |
| 1992/1994 | O Louco no Telhado & Electra, a Turma do Ator | TBA                |       |
| 2001      | Jantar com amigos                             | Karen              |       |
| 2005      | Os Monólogos da Vagina                        |                    |       |
| 2007/2008 | Os Monólogos de Dick                          |                    |       |
| 2008      | A Casa Limpa                                  | Faixa              |       |
| 2009      | Casa de Várias Histórias                      | Mãe                |       |
| 2010      | O carro novo de Becky                         | Becky              |       |
| 2010      | Autobiografia de Celebridade                  |                    |       |
| 2011      | Visão(s) de um escritor                       |                    |       |
| 2011      | Agosto: Condado de Osage                      | Bárbara            |       |
| 2011      | Cerejeira                                     | Madame Ranyévskaya |       |
| 2011      | Deus da Carnificina                           | Verônica Novak     |       |
| 2013      | Harvey                                        | Veta Louise        |       |
| 2014      | Vanya e Sonia e Masha e Spike                 | sonia              |       |